# جبل بيك دو ميدي دو بيجور
جبل بيك دو ميدي دو بيجور هو جبل يقع في سلسلة جبال البرانس الفرنسية.